# Haematera decolorata
Haematera decolorata är en fjärilsart som beskrevs av Köhler 1923. Haematera decolorata ingår i släktet Haematera och familjen praktfjärilar. Inga underarter finns listade i Catalogue of Life.